# Grzegorz (Živković)
Grzegorz, imię świeckie Nikola Živković (ur. 6 grudnia 1839 w Meminskiej, zm. 7 maja 1909 tamże) – serbski biskup prawosławny.

## Życiorys
Był synem prawosławnego teologa i kapłana Grigorije Živkovicia i jego małżonki Jelicy. Ukończył gimnazjum w Zagrzebiu, a następnie serbskie prawosławne seminarium duchowne w Sremskich Karlovcach. Początkowo po uzyskaniu dyplomu podjął pracę w charakterze nauczyciela, następnie jednak zdecydował się na wstąpienie do stanu duchownego. 8 września 1861 przyjął święcenia diakońskie, zaś 26 października 1861 metropolita belgradzki Piotr udzielił mu święceń kapłańskich. Pracę duszpasterską podjął w Dubicy, gdzie był wikariuszem w parafii kierowanej przez jego ojca, a następnie w Crkvenym Boku. W 1863 został katechetą w Rakovcu. W tym samym roku zdał państwowy egzamin nadający mu prawo nauczania języka serbskochorwackiego oraz języka niemieckiego. Przez kolejne trzydzieści lat nauczał w gimnazjum w Rakovcu, równocześnie zasiadając w konsystorzu eparchii górnokarłowickiej. Był bliskim współpracownikiem biskupów górnokarłowickich Lucjana i Teofana; ten drugi nagrodził go za pracę dla Cerkwi godnością protoprezbitera.
W 1893 Nikola Živković odszedł z pracy pedagogicznej na emeryturę i postanowił wstąpić do monasteru. Sam wybrał przyjmowane przy postrzyżynach mniszych imię zakonne Grzegorz, by w ten sposób upamiętnić swojego ojca. Po wstąpieniu do stanu zakonnego został mianowany przełożonym monasteru Gomirje. W 1897 przybył do Sarajewa na zaproszenie metropolity Dabaru i Bośni Jerzego, który mianował go członkiem metropolitalnego konsystorza. Jeszcze w tym samym roku otrzymał godność archimandryty, po czym został nominowany na biskupa zwornicko-tuzlańskiego. Jego chirotonia biskupia miała miejsce 27 czerwca 1897.
Autor syntez dziejów Kościoła chrześcijańskiego oraz zagadnień liturgiki prawosławnej, które – dwukrotnie wznawiane – były wśród podręczników wykorzystywanych w gimnazjach i seminariach nauczycielskich serbskich w Austro-Węgrzech. Działał na rzecz utworzenia jednolitego zarządu serbskich instytucji cerkiewnych i oświatowych w Bośni. Biskup Sawa (Vuković), autor słownika biograficznego serbskich biskupów prawosławnych, uznał go za jednego z najwybitniejszych ordynariuszy eparchii zwornicko-tuzlańskiej. Grzegorz (Živković) pozostał na tej katedrze do śmierci; zmarł w rodzinnej miejscowości, natomiast pochowany został w Rakovcu.